# Batalla d'Imphal
La batalla d'Imphal (meitei: Japan Laan, llegit.  'Invasió japonesa') va tenir lloc a la regió al voltant de la ciutat d'Imphal, la capital de l'estat de Manipur al nord-est de l'Índia des de març fins al juliol de 1944. Els exèrcits japonesos van intentar destruir les forces aliades a Imphal i envair l'Índia, però van ser expulsats de nou a Birmània amb grans pèrdues. Juntament amb la simultània batalla de Kohima a la carretera per la qual les forces aliades encerclades a Imphal van ser alleujades, la batalla va ser el punt d'inflexió de la campanya de Birmània, part del teatre del sud-est asiàtic de la Segona Guerra Mundial. La derrota japonesa a Kohima i Imphal va ser la més gran fins aquell moment, amb moltes de les morts japoneses com a conseqüència de la fam, la malaltia i l'esgotament patit durant la seva retirada. Segons la votació en un concurs organitzat pel Museu de l'Exèrcit Nacional Britànic, la batalla d'Imphal va ser atorgada com la batalla més gran de Gran Bretanya el 2013.

## Situació

### Fons

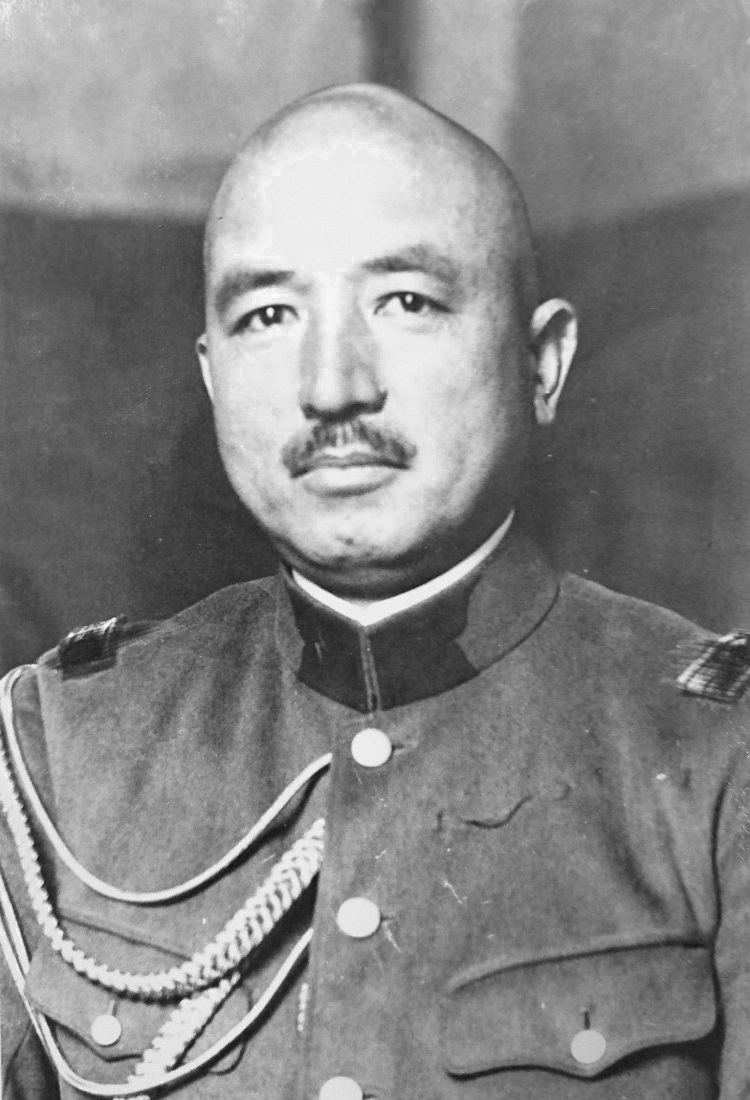
El general de divisió Renya Mutaguchi, al comandament del Quinzè Exèrcit

El març de 1943, el comandament japonès a Birmània s'havia reorganitzat. Un nou quarter general, l'exèrcit de l'àrea de Birmània, va ser creat sota el tinent general Masakazu Kawabe. Una de les seves formacions subordinades, responsable de la part central del front que mirava a Imphal i Assam, era el Quinzè Exèrcit. El tinent general Renya Mutaguchi va ser designat per comandar aquest exèrcit el març de 1943. Des del moment en què va prendre el comandament, Mutaguchi va defensar amb força una invasió de l'Índia. Els seus motius per fer-ho semblen incerts. Havia tingut un paper important en diverses victòries japoneses, des de l'incident del pont Marco Polo el 1937, i creia que el seu destí era guanyar la batalla decisiva de la guerra pel Japó. També pot haver estat incitat per la primera expedició chindit, una incursió darrere de les línies japoneses llançada pels britànics sota Orde Wingate a principis de 1943. Els aliats havien anunciat àmpliament els aspectes reeixits de l'expedició de Wingate mentre ocultaven les seves pèrdues per malalties i esgotament, possiblement conduint. Mutaguchi i part del seu personal per subestimar les dificultats que s'enfrontaran més tard.
A principis de 1944, la guerra anava contra els japonesos en diversos fronts. Estaven sent expulsats al Pacífic central i sud-oest, i els seus vaixells mercants estaven sota atac de submarins i avions aliats. Al sud-est asiàtic, havien mantingut les seves línies durant l'any anterior, però els aliats estaven preparant diverses ofensives des de l'Índia i la província xinesa de Yunnan cap a Birmània. En particular, la ciutat d'Imphal a Manipur, a la frontera amb Birmània, es va construir per ser una base logística aliada substancial, amb aeròdroms, campaments i abocadors de subministraments. Imphal estava connectat amb una base encara més gran a Dimapur a la vall del riu Brahmaputra per una carretera que serpentejava durant 100 milles (160 km) a través dels escarpats i boscosos turons de Naga.

### Planificació ofensiva japonesa

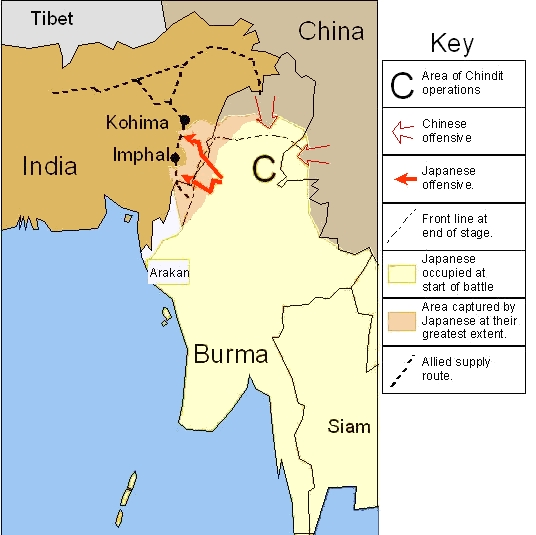
Campanya d'Imphal i Kohima

Mutaguchi tenia la intenció d'explotar la seva captura prevista d'Imphal avançant cap a la vall de Brahmaputra. Això tallaria les línies de comunicació aliades al front al nord de Birmània, on el comandament nord-americà de l'àrea de combat del nord intentava construir la carretera de Ledo per enllaçar l'Índia i la Xina per terra, i als aeròdroms que proveïen els nacionalistes xinesos de Chiang Kai-shek mitjançant un pont aeri sobre "La Gepa" (les muntanyes de l'Himàlaia). Tot i que l'estat major de l'exèrcit de l'àrea de Birmània i el grup d'exèrcits expedicionaris del sud (el comandament suprem de les forces japoneses al sud-est asiàtic i al sud del Pacífic) tenien reserves sobre l'escala de l'operació proposada de Mutaguchi, finalment van ser guanyats per la seva persistent defensa. Finalment, el primer ministre Hideki Tojo i el Quartell General Imperial van donar la seva aprovació al pla.
Mutaguchi tenia la intenció de bloquejar les línies de subministrament a les unitats aliades a les seves posicions avançades, aïllar-les i destruir-les, atraient les reserves aliades a la batalla i després capturar Imphal. El seu pla es va anomenar U-Go, o Operació C. En detall:
- La 33a divisió d'infanteria sota el comandament del tinent general Motoso Yanagida envoltaria i destruiria la 17a divisió índia a Tiddim, després atacaria Imphal des del sud.
- La Força Yamamoto, formada per unitats separades de la 33a i la 15a divisions japoneses sota el comandament del general Tsunoru Yamamoto (comandant del Grup d'Infanteria de la 33a Divisió),[nb 1] destruiria la 20a Divisió índia a Tamu, i després atacaria Imphal des de l'est. La força va ser recolzada pel 14è Regiment de Tancs, equipat amb 66 tancs variats, sota el comandament del tinent coronel Nobuo Ueda[9] i el 3r regiment d'artilleria pesada sota el tinent coronel Kazuo Mitsui.[9]
- La 15a divisió d'infanteria del tinent general Masafumi Yamauchi envoltaria Imphal des del nord. Aquesta divisió encara arribava de les tasques de construcció de carreteres a Tailàndia i tenia poca força a l'inici de l'operació.
- En una operació subsidiària separada, la 31a divisió d'infanteria sota el comandament del tinent general Kotoku Sato aïllaria Imphal capturant Kohima a la carretera Imphal-Dimapur, i després avançaria cap a Dimapur.

A la insistència de Subhas Chandra Bose, líder de l'Azad Hind (un moviment que pretenia enderrocar el domini britànic a l'Índia per la força, amb ajuda japonesa), l'exèrcit nacional indi va fer una contribució substancial. Originalment, els japonesos pretenien utilitzar-los només per a reconeixement i propaganda.
- Unitats de la Primera Divisió (inicialment la Brigada Subhas o 1r Regiment de Guerrilla, menys un batalló enviat a l'Arakan) cobrien el flanc esquerre de l'avanç de la 33a Divisió.
- El 2n Regiment de Guerrilla es va adjuntar més tard a la batalla a la Força Yamamoto.[9][11]
- El Grup de Serveis Especials, redesignat com a Grup Bahadur, va actuar com a exploradors i exploradors amb les unitats avançades japoneses en les primeres etapes de l'ofensiva. Se'ls va encarregar d'infiltrar-se a través de les línies britàniques i animar les unitats de l'exèrcit indi britànic a desertar.

Tots els comandants de divisió de Mutaguchi estaven en desacord amb el pla fins a cert punt. Sato va desconfiar dels motius de Mutaguchi, i Yanagida va ridiculitzar obertament el seu superior abrasiu com un "totxo". Yamauchi ja estava molt malalt i fatalista. Les seves principals reserves es refereixen a l'oferta. Mutaguchi havia suposat que l'èxit s'aconseguiria en tres setmanes, però només es podrien obtenir subministraments adequats després d'aquest període si els japonesos capturaven els dipòsits de subministrament aliats, ja que les pluges monsòniques, que normalment queien a partir de mitjans de maig, farien les rutes de subministrament des del Chindwin gairebé impossible de travessar. Apostes com la que estava fent Mutaguchi havien funcionat en el passat, però ja no es podia confiar en elles, donada la quasi total superioritat aèria aliada a la zona i la millora de la moral i l'entrenament de les tropes britàniques i índies. Mutaguchi va proposar utilitzar racions de "Genghis Khan", conduint ramats de búfals i bestiar per tot el nord de Birmània a través del Chindwin com a racions de carn a la peülla. No obstant això, la majoria d'aquestes bèsties van morir per manca de farratge i la seva carn es va podrir a molts quilòmetres de les tropes que havien de proveir.
Hi havia altres debilitats en el pla, que es van revelar a mesura que avançava la campanya. Els japonesos van suposar que els britànics no podrien utilitzar tancs als turons escarpats coberts per la selva al voltant d'Imphal. Per facilitar el moviment i el subministrament, els japonesos van deixar enrere la major part de la seva artilleria de camp, la seva principal arma antitanc. Com a resultat, les seves tropes tindrien poca protecció contra els tancs.
Basant-se en les seves experiències en les campanyes a Malàisia i Singapur i en la conquesta japonesa de Birmània a principis de 1942, Mutaguchi va descartar les tropes britàniques i índies com a inherentment inferiors. Les tropes que havia conegut en aquelles ocasions havien estat generalment entrenades i dirigides inadequadament. Els aliats, sota el comandament del general William Slim, ja havien superat en gran manera els problemes administratius i organitzatius que havien paralitzat els seus primers esforços a Birmània, i les seves tropes estaven molt millor entrenades i motivades.

### Disposicions defensives aliades

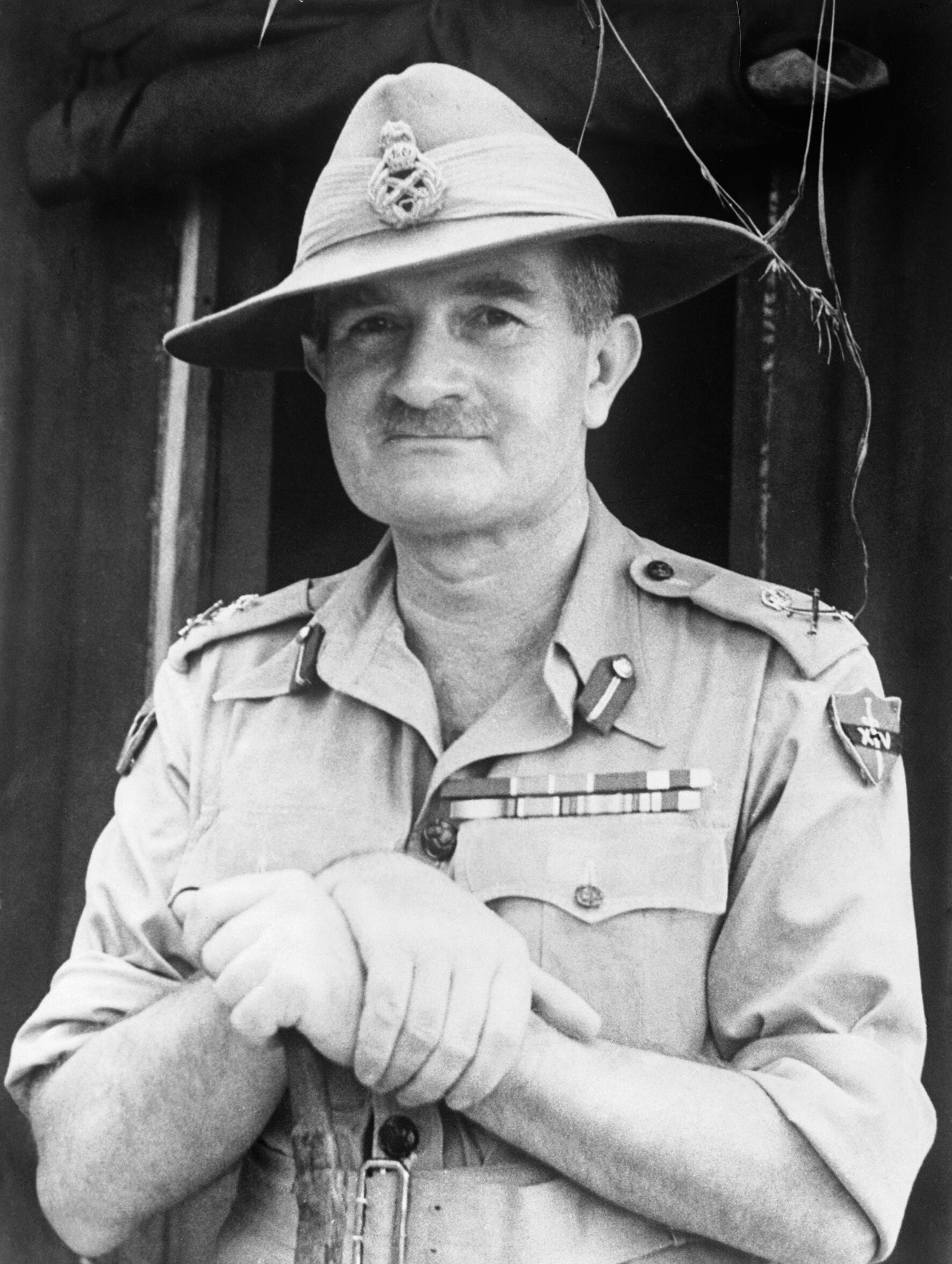
El tinent general William Slim, commandant del Catorzè Exèrcit

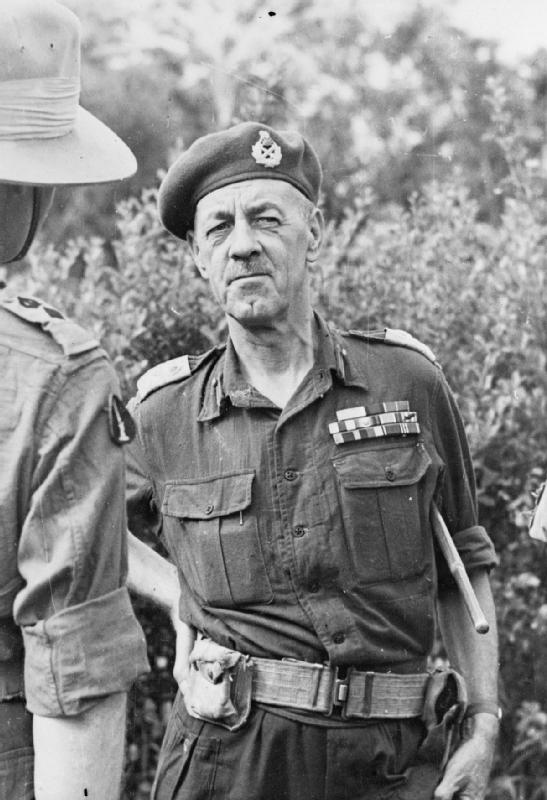
El tinent general Geoffry Scoones, commandant del IV Cos

Imphal estava en mans del IV Cos, comandat pel tinent general Geoffry Scoones. El cos va formar part, al seu torn, del Catorze Exèrcit sota el comandament del tinent general William Slim. Com que els aliats estaven planejant prendre l'ofensiva ells mateixos, les unitats del cos van ser llançades cap al riu Chindwin i molt separades i, per tant, van ser vulnerables a ser aïllades i envoltades.
- La 20a Divisió d'Infanteria índia sota el comandament del general Douglas Gracey va ocupar Tamu, a 110 quilòmetres (68 milles) al sud-est d'Imphal. La divisió no havia estat provada però estava ben entrenada.
- La 17a Divisió d'Infanteria Índia sota el comandament del general 'Punch' Cowan va ocupar Tiddim, a 243 quilòmetres (151 milles) al sud d'Imphal, al final d'una llarga i precària línia de comunicació. La divisió, que només tenia dues brigades, havia estat en acció intermitent des del desembre de 1941.
- La 23a divisió d'infanteria índia sota el comandament del general Ouvry Roberts estava en reserva a Imphal i als voltants. Havia servit al front d'Imphal durant dos anys i estava molt malmesa com a conseqüència de malalties endèmiques com la malària i el tifus.[15]
- La 50a Brigada de paracaigudistes índia sota el comandament del brigadier Maxwell Hope-Thompson es trobava al nord d'Imphal, realitzant entrenaments avançats a la selva.[15]
- La 254a Brigada de Tancs de l'Índia sota el comandament del brigadier R. L. Scoones, amb un regiment blindat britànic amb tancs M3 Lee i un regiment blindat indi amb tancs lleugers Stuart, estava estacionat a Imphal i als voltants.[14]

Les divisions índies estaven formades per personal britànic i indi. A cada brigada, hi havia generalment un batalló britànic, un gurkha i un indi, tot i que dues brigades (37a Brigada a la 23a Divisió i 63a Brigada a la 17a Divisió) estaven integrades completament per unitats Gurkha. Cada divisió estava recolzada per dos regiments d'artilleria de camp (generalment britànics) i un regiment d'artilleria de muntanya indi.

### Preludi de l'operació
A finals de febrer, es va llançar un contraatac local japonès contra el XV Cos indi a Arakan, utilitzant gairebé les mateixes tàctiques que Mutaguchi va proposar utilitzar. L'enfrontament va ser conegut pels Aliats com la batalla del Departament d'Administració, sent la "caixa" l'àrea de subministrament de les brigades de la 7a Divisió. L'atac va fracassar, ja que els avions aliats van poder llançar en paracaigudes els subministraments a les tropes aïllades, cosa que els va permetre mantenir-se ferms, mentre que els japonesos que s'havien infiltrat darrere d'ells es van quedar sense subministraments. A partir d'aquest moment, els aliats havien de dependre cada cop més dels seus avions de transport. A més, els japonesos es van trobar inesperadament amb tancs, als quals els infiltrats poc equipats tenien poc a fer. La planificació d'U-Go, però, estava massa avançada per tenir en compte aquests desenvolupaments.
Tot i que els japonesos es preparaven per llançar el seu atac, els aliats van llançar la fase aerotransportada (operació Dijous) de la segona expedició Chindit el 5 de març de 1944. Oficials japonesos com el general de comandament Noburo Tazoe, comandant les unitats de la Força Aèria de l'exèrcit japonès a Birmània, va instar a Mutaguchi a desviar les tropes de la seva ofensiva per assegurar la rereguarda japonesa contra els chindits. Mutaguchi va rebutjar aquestes preocupacions, al·legant que en poques setmanes ocuparia les bases aèries des de les quals es proveïen els chindits.

## Fases inicials de la batalla

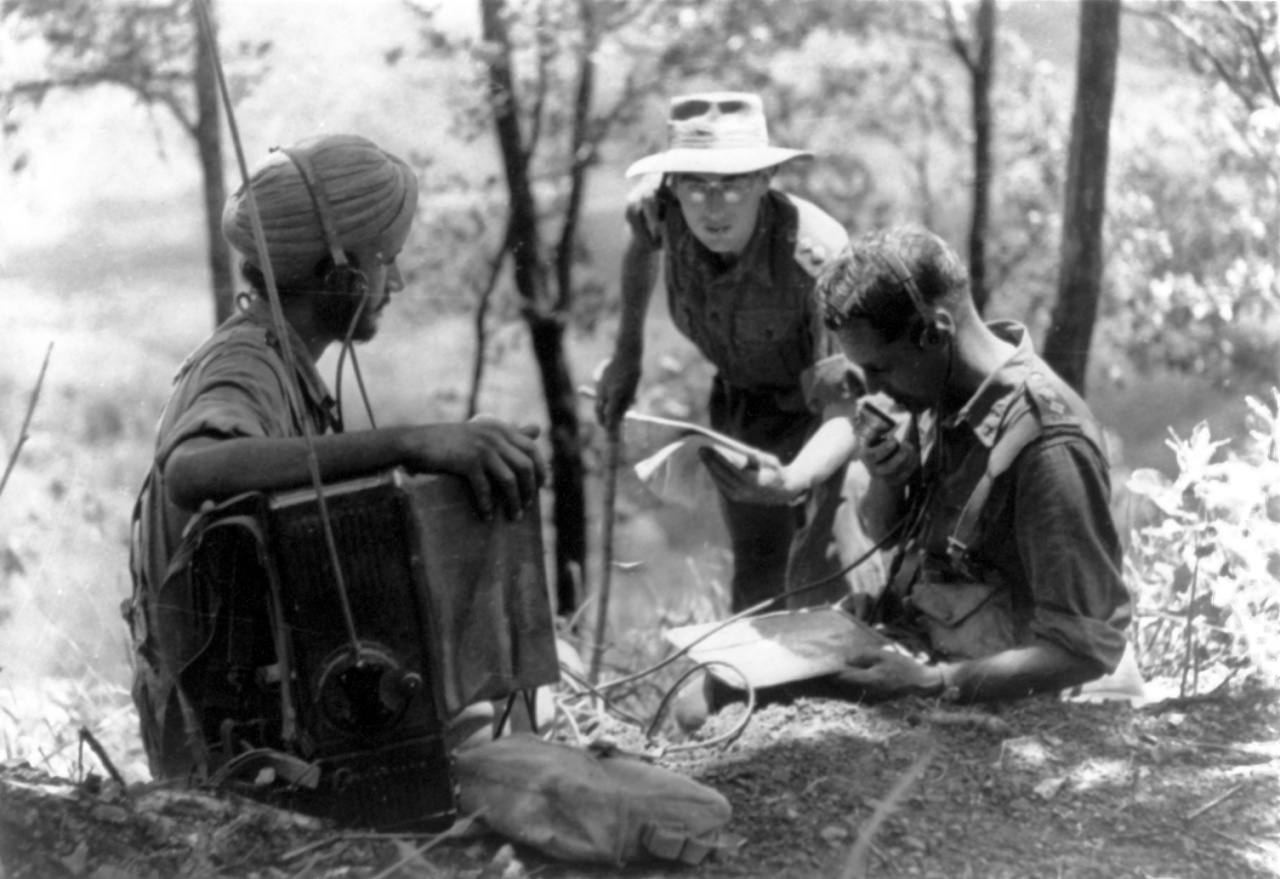
Al front d'Imphal, el operari de ràdio sikh opera sense fil per als oficials britànics, escoltant les patrulles que informen de les posicions japoneses.

Quan van rebre informació que una ofensiva japonesa important era imminent, Slim i Scoones van planejar retirar les seves divisions avançades a la plana d'Imphal i obligar els japonesos a lluitar al final d'unes línies de comunicació impossibles de llarg i difícil. Tanmateix, van jutjar malament la data en què els japonesos havien d'atacar i la força que utilitzarien contra alguns objectius. Les tropes japoneses van començar a travessar el riu Chindwin el 8 de març. Scoones no van donar ordres a les seves divisions avançades de retirar-se a Imphal fins al 13 de març.

### Tamu–Shenam
La 20a divisió índia va mantenir Tamu prop del Chindwin, i Moreh a poca distància al nord, on s'havia establert un gran dipòsit de subministraments. El 20 de març, hi va haver un enfrontament entre sis tancs mitjans Lee del 3r Carabiniers i sis tancs Ha-Go Tipus 95 liderant l'avanç de Yamamoto des del sud. Els tancs japonesos més lleugers van ser destruïts. El major general en funcions Douglas Gracey es va oposar a fer qualsevol retirada, però el 25 de març se li va ordenar separar part de la seva divisió per proporcionar una reserva per al IV Cos. Com que això va deixar la divisió massa feble per aguantar a Tamu i Moreh, es van retirar a la Shenam Saddle, un complex de turons per on passava la carretera Imphal-Tamu. El dipòsit de subministraments de Moreh va ser incendiat i s'hi van sacrificar 200 caps de bestiar. La divisió va retrocedir sense dificultat, principalment perquè dos batallons de la Força Yamamoto de la 15a Divisió japonesa (II/51 Regiment i III/60 Regiment) es van retardar a Indaw al nord de Birmània pels Chindits i no van poder intervenir.

### Tiddim–Bishenpur
Més al sud, la 17a divisió índia va ser tallada per la 33a divisió japonesa. Les patrulles de la divisió i de la V Force (una força irregular de forces locals i guerrilles) van advertir a Cowan que una força japonesa avançava contra la rereguarda de la divisió ja el 8 de març, permetent a Cowan reagrupar la divisió per protegir la seva rereguarda. El 13 de març, el 215è regiment japonès va atacar un dipòsit de subministraments a la fita 109, a vint milles darrere dels principals llocs avançats de Cowan, mentre que el 214è regiment japonès es va apoderar de Tongzang i una cresta anomenada Tuitum Saddle a l'altra banda de la carretera a unes poques milles darrere de la posició principal de la 17a divisió índia.
La divisió índia va començar a retirar-se el 14 de març. A Tuitum Saddle, el 214è regiment japonès no va poder excavar correctament abans de ser atacat per la 48a brigada d'infanteria índia el 15 de març. Els japonesos van patir nombroses baixes i es van veure obligats a allunyar-se de la carretera. Més al nord, els japonesos van capturar el dipòsit de la Fita 109 el 18 de març, però les tropes índies el van recuperar el 25 de març. Cowan havia pres mesures per assegurar el punt més vulnerable de la part posterior de la seva divisió, el pont sobre el riu Manipur. La rereguarda de la divisió va creuar amb seguretat el 26 de març, enderrocant el pont darrere d'ells. La divisió va retirar la majoria dels vehicles, aliments i municions del dipòsit de la Fita 109 abans de reprendre la seva retirada.
Tant la divisió japonesa com la índia havien patit grans baixes. Yanagida, el comandant de la 33a Divisió japonesa, ja era pessimista i semblava que estava nervioso per un missatge de ràdio confus que suggeria que un dels seus regiments havia estat destruït a Tongzang. Per tant, no va pressionar la persecució contra la 17a Divisió, i va avançar amb cautela malgrat les reprimendes de Mutaguchi.
No obstant això, Scoones s'havia vist obligat a enviar la major part de la seva única reserva, la 23a divisió d'infanteria índia, en ajuda de la 17a divisió. Les dues divisions, subministrades amb paracaigudes d'avions aliats, van tornar a la plana d'Imphal, on van arribar el 4 d'abril.

### Sangshak–Litan
Mentrestant, Imphal havia quedat vulnerable a la 15a Divisió japonesa. L'única força que quedava cobrint les aproximacions nord a la base, la 50a Brigada Paracaigudes de l'Índia, va ser manejada de manera grossa a la batalla de Sangshak per un regiment de la 31a Divisió japonesa en el seu camí cap a Kohima. El 60è Regiment japonès va tallar la carretera principal a unes poques milles al nord d'Imphal el 28 de març, mentre que el 51è Regiment va avançar cap a Imphal des del nord-est, per la vall del riu Iril i una pista des de Litan, 23 milles (37 km). al nord-est d'Imphal.
Tanmateix, l'atac de desviació anterior llançat per la 55a Divisió japonesa a Arakan ja havia fracassat. L'almirall Louis Mountbatten, el comandant en cap del Comandament Aliat del Sud-est asiàtic, havia pres mesures per assegurar els avions normalment assignats a la "Gepa". Slim va poder utilitzar-los per moure la 5a Divisió d'Infanteria de l'Índia, endurida per la batalla, inclosa tota la seva artilleria i transport de primera línia ( jeeps i mules), per aire des d'Arakan fins al Front Central. El trasllat es va completar en només onze dies. Una brigada i un regiment d'artilleria de muntanya van anar a Dimapur a la vall de Brahmaputra, però les altres dues brigades, l'artilleria de camp i el quarter general de la division van anar a Imphal. Les tropes líders de la divisió estaven en acció al nord ia l'est d'Imphal el 3 d'abril.

### Els turons Chin
Al flanc esquerre japonès, la Brigada Subhas de l'INA, dirigida per Shah Nawaz Khan, va arribar a la vora dels turons Chin per sota de Tiddim i Fort White a finals de març. Des d'aquesta posició, el 2n Batalló va enviar companyies per rellevar les forces japoneses a Falam i a Hakha, des d'on al seu torn les forces de Khan van enviar patrulles i emboscades per a la guerrilla Chin sota el comandament d'un oficial britànic, el tinent coronel Oates, prenent presoners. A mitjans de maig, una força sota el comandament de l' ajudant de Khan , Mahboob "Boobie" Ahmed, va atacar i va capturar la fortalesa de Klang Klang al cim del turó.  Mentrestant, el 3r Batalló es va traslladar a l'àrea de Fort White-Tongzang en anticipació prematura de la destrucció de la 7a Divisió d'Infanteria Índia del general Frank Messervy a l'Arakan, que li permetria rebre voluntaris.
Durant la primera part de l'ofensiva, el Grup Bahadur de l'INA aparentment va aconseguir cert èxit en induir els soldats indis britànics a desertar.

## Estancament
Des de principis d'abril, els japonesos van atacar la plana d'Imphal des de diverses direccions:

### Bishenpur
La 33a Divisió japonesa va atacar des del sud a Bishenpur, on va tallar una pista secundària des de Silchar cap a la plana. Una incursió de comando va destruir un pont penjant, fent inutilitzable la pista de Silchar. La 17a i la 23a divisions índies s'estaven reagrupant després de la seva retirada, i Bishenpur només va ser controlada per la 32a brigada d'infanteria índia (destacada de la 20a divisió). Els japonesos van avançar pels turons a l'oest de Bishenpur, gairebé aïllant els britànics al poble, però van patir greument el foc de l'artilleria britànica. Les seves tropes líders es van aturar per falta de subministrament a només 10 milles (16 km) d'Imphal. Altres japonesos que avançaven directament per la carretera Tiddim-Imphal es van aturar a Potsangbam a 2 milles (3,2 km) al sud de Bishenpur, quan les tropes de la 17a Divisió índia es van tornar a unir a la batalla.
Yanagida, el comandant de la divisió japonesa, ja havia enfurismat Mutaguchi amb la seva precaució. Finalment va ser rellevat del comandament a finals de mes.

### Shenam–Palel

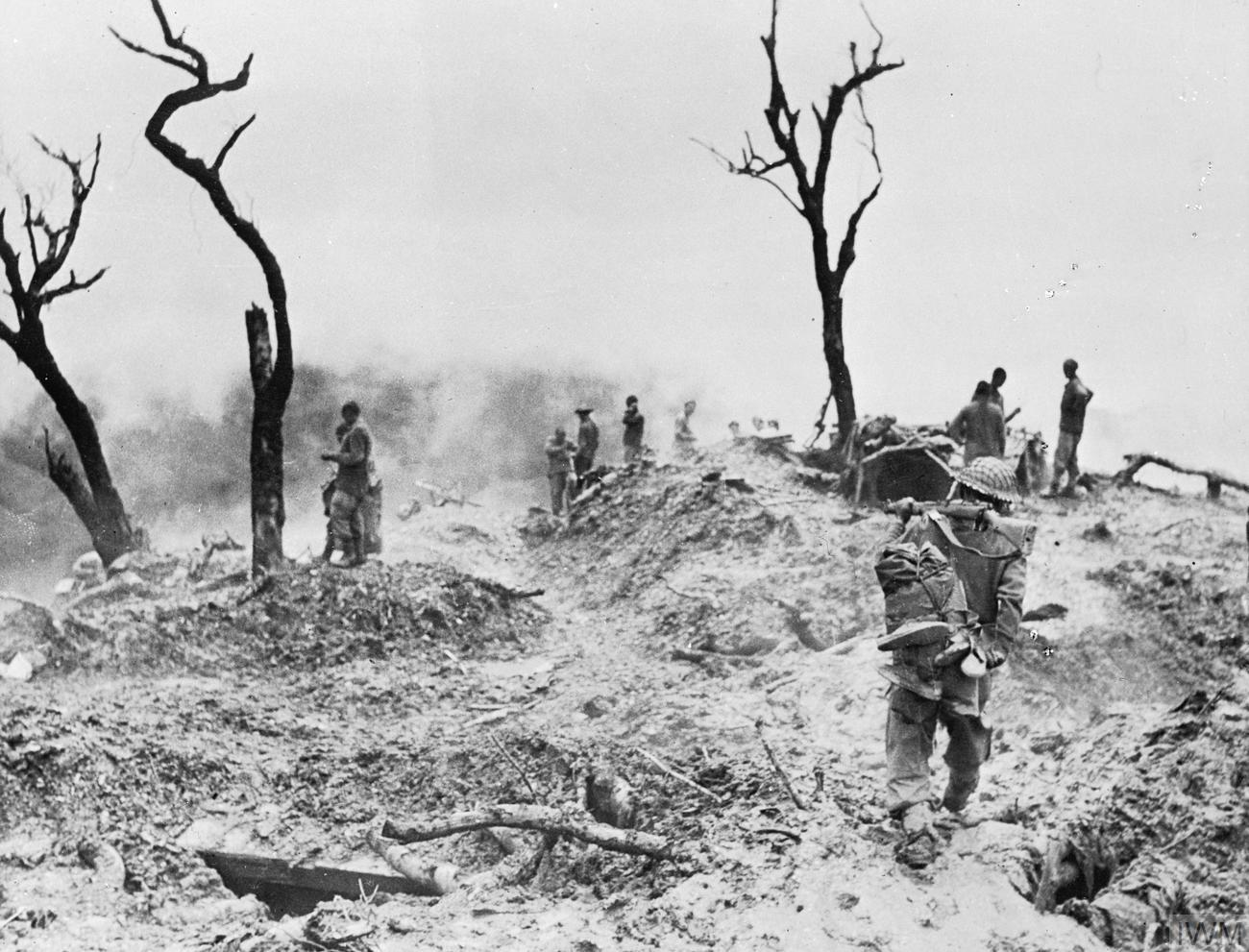
El turó Scraggy (conegut pels japonesos com Turó Ito) al pas de Shenam, capturat pel 4/10 Gurkha

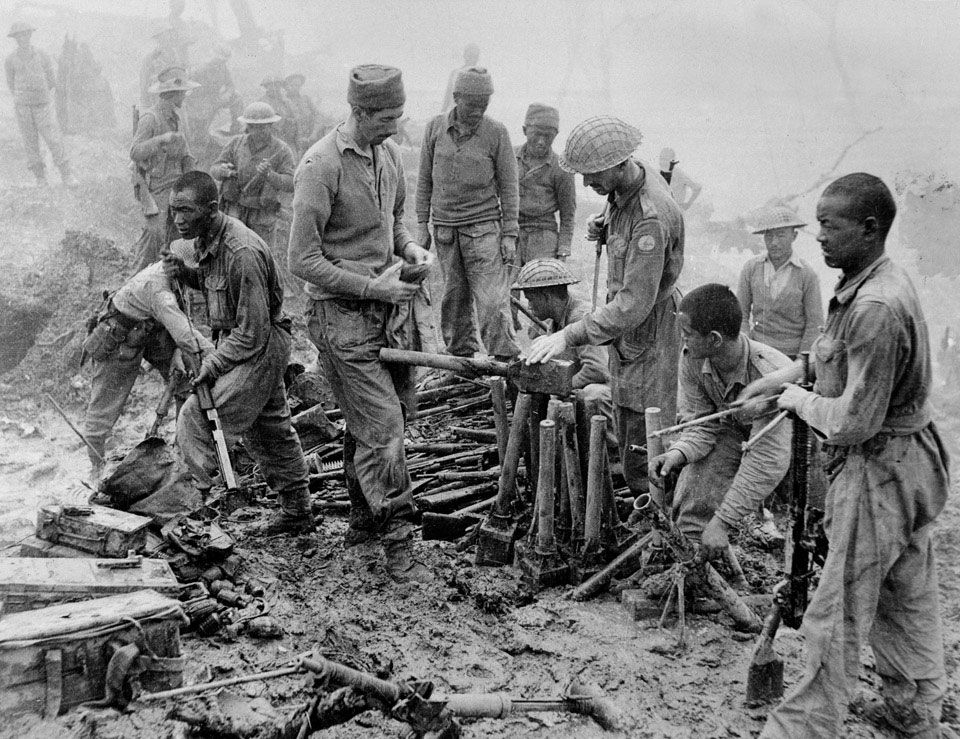
Les tropes inspeccionen artilleria japonesa capturada, 1944.

La Força Yamamoto va atacar la Shenam Saddle, defensada pel cos principal de la 20a Divisió índia, a la carretera principal de Tamu a Imphal. Aquesta era l'única carretera metàl·lica que podien utilitzar els japonesos, i era vital per a ells trencar-se per permetre que els tancs i l'artilleria pesada de Yamamoto ataquessin les defenses principals al voltant de la mateixa Imphal. Només a unes poques milles al nord de la cadira hi havia l'aeròdrom de Palel, un dels dos únics camps d'aviació per a tot el temps a la plana, i vital per als defensors.
Un atac japonès per la carretera el 4 d'abril va ser desarticulat; la infanteria no estava preparada per participar i dotze tancs japonesos van ser capturats exposats a la carretera pels canons antitanc britànics. Del 8 al 22 d'abril, hi va haver una intensa lluita per cinc cims que dominaven la carretera a l'est de la Sella. Els japonesos en van capturar alguns, però els contraatacs indis i britànics van recuperar alguns dels que es van perdre inicialment. Les baixes van ser abundants per ambdós bàndols.
En no haver aconseguit trencar la carretera, Yamamoto va enviar algunes tropes pel terreny accidentat al nord de Saddle per atacar l'aeròdrom de Palel. En aquest atac va participar la Brigada Gandhi o 2n Regiment de Guerrilla de l'INA, de dos batallons liderats per Inayat Kiyani. El 28 d'abril van atacar Palel. Van intentar induir alguns defensors indis a rendir-se, però els defensors es van reunir després de la vacil·lació inicial. Un altre destacament de l'INA va dur a terme demolicions al voltant de Palel, però es va retirar després de no poder trobar-se amb les unitats japoneses. La Brigada Gandhi no tenia racions, ja que només havia avançat els subministraments d'un dia, i també va patir 250 víctimes per foc d'obusos després que es retiressin de Palel.

### Kanglatongbi–Nungshigum
La 15a divisió japonesa va encerclar Imphal des del nord. El seu 60è Regiment va capturar un dipòsit de subministraments britànic a Kanglatongbi a la carretera principal Imphal-Dimapur a unes poques milles al nord d'Imphal, però el dipòsit s'havia buidat d'aliments i municions.
Un batalló del 51è Regiment japonès (que estava comandat pel coronel Kimio Omoto) es va apoderar de la vital cresta de Nungshigum, que dominava la pista principal d'Imphal. Aquesta va ser una gran amenaça per al IV Cos i el 13 d'abril la 5a Divisió índia va contraatacar, amb el suport d'atacs aeris, artilleria massiva i els tancs M3 Lee de l'Esquadró B del 3r Carabiniers. Els japonesos s'havien esperat que els vessants fossin massa pronunciats perquè els tancs poguessin pujar i, de fet, els tancs Lee mai s'havien provat abans en aquests desnivells en acció. El regiment japonès tenia molt poques armes antitanc efectives, i les seves tropes van ser expulsades de la cresta amb grans baixes. Els atacants també van perdre molt; tots els oficials dels Carabiniers i de la infanteria atacant (1r Bn, del 17è Regiment Dogra) van morir o ferits.

## Contraatacs aliats

### Nord
L'1 de maig, tots els atacs japonesos s'havien aturat. Slim i Scoones van iniciar una contraofensiva contra la 15a Divisió japonesa. Aquesta divisió era la més feble de les formacions japoneses, i si era derrotada, el setge es trencaria (un cop Kohima fos reconquistada). El progrés del contraatac va ser lent. El monsó s'havia trencat, dificultant molt el moviment. A més, el IV Cos patia algunes mancances. Tot i que les racions i els reforços es van lliurar a Imphal per via aèria, calia conservar la munició d'artilleria.

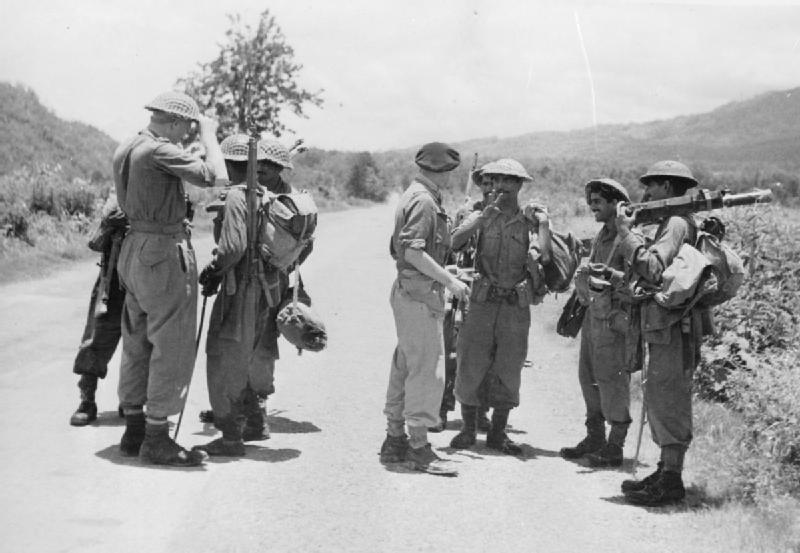
Les tropes de la 5a divisió índia i la 2a divisió britànica es reuneixen a la fita 109 per aixecar el setge d'Imphal

La 5a Divisió Índia (unida per la 89a Brigada d'Infanteria de l'Índia que va ser enviada per reemplaçar la brigada enviada a Kohima) i la 23a Divisió índia (més tard substituïda per la 20a Divisió) van intentar capturar les carenes escarpades, com l'esperó de Mapao, en poder de els japonesos, però van trobar que aquests eren gairebé inexpugnables. L'artilleria aliada normalment no podia colpejar les posicions japoneses als vessants inversos, i les tropes sovint assaltaven els cims de les carenes, només per ser expulsades amb foc de morter i granades des de les posicions del vessant invers. La 23a divisió índia es va fer càrrec de la defensa de la Shenam Saddle, mentre que des de finals de maig, la 5a divisió es va concentrar a conduir cap al nord des de Sengmai per la carretera principal a través de Kanglatongi, mentre que la 20a divisió índia avançava per les vies i el riu Iril cap a Litan. i Ukhrul, amenaçant les línies de comunicació de la 15a Divisió japonesa.
En aquest moment, els japonesos estaven al final de la seva resistència. Ni la 31a Divisió que lluitava a Kohima ni la 15a Divisió havien rebut el subministrament adequat des que va començar l'ofensiva, i les seves tropes estaven morint de fam. El tinent general Sato, el comandant de la 31a Divisió japonesa, va ordenar una retirada a finals de maig, perquè la seva divisió pogués trobar menjar. Això va permetre al XXXIII Cos indi expulsar els japonesos des de Kohima i avançar cap al sud.
Les tropes de la 15a Divisió japonesa es van veure obligades a abandonar les seves posicions defensives per buscar subministraments als pobles locals o a les línies de comunicació japoneses. Mutaguchi va acomiadar el mortalment malalt Yamauchi (reemplaçant-lo pel tinent general Uichi Shibata), però això no va canviar les coses. Després de conduir les rereguardes del Grup Miyazaki (un destacament independent de la 31a Divisió) i del 60è Regiment japonès des de les seves posicions de retard a la carretera Dimapur-Imphal, les tropes líders del IV Cos i el XXXIII Cos es van trobar a la Fita 109, a 10 milles (16 km) al nord d'Imphal, el 22 de juny, i es va aixecar el setge d'Imphal.

### Sud
Al sud d'Imphal, la 17a divisió índia havia tornat a la línia, enfrontant-se a la 33a divisió japonesa. Durant la primera meitat de maig, hi va haver diversos atacs aeris japonesos a Bishenpur, i forts combats per al poble de Potsangbam a 2 milles (3,2 km) al sud, en què els britànics van perdre 12 tancs. Les tripulacions supervivents del 3r Carabiniers van ser posteriorment expulsades d'Imphal per ser reconstituïdes a l'Índia.
El major general Cowan va planejar trencar l'impasse en aquest front enviant la 48a Brigada d'Infanteria Índia amb un ample ganxo esquerre a la part posterior de la divisió japonesa mentre la 63a Brigada d'Infanteria Índia els atacava al davant. El comandant temporal de la divisió japonesa (el seu cap d'estat major, el major general Tetsujiro Tanaka) planejava al mateix temps infiltrar-se pel front de la 17a divisió índia per apoderar-se d'objectius vitals enmig de les posicions índies. Tots dos moviments es van llançar gairebé simultàniament.
Els gurkhes de la 48a Brigada Índia van tallar la carretera darrere dels japonesos el 18 de maig, però la 63a Brigada Índia no va poder arribar a ells, i la 48a Brigada es va veure obligada a lluitar per les posicions japoneses per reincorporar-se a la divisió, amb grans pèrdues. Mentrestant, algunes de les tropes de Tanaka (el 214è Regiment) van capturar turons propers a la seu de la 17a Divisió el 20 de maig. A causa de la incursió a la seva pròpia rereguarda, els japonesos no van poder reforçar les seves tropes avançades, i durant la setmana següent els japonesos aïllats van ser expulsats de les seves posicions enmig de la divisió índia, i molts partits van ser aniquilats.
Un nou comandant força, el tinent general Nobuo Tanaka, va prendre el comandament de la 33a Divisió el 22 de maig i va ordenar atacs repetits que van reduir molts dels batallons de la seva divisió a un grapat d'homes. Al juny, va rebre reforços (un regiment de la 53a Divisió japonesa i un destacament del 14è Regiment de Tancs) i els va utilitzar per llançar un altre atac. Després de l'èxit inicial, el nou regiment va patir nombroses baixes per foc d'obusos. A finals de juny, la 33a Divisió havia patit tantes baixes que no podien fer més esforços.
La força de Yamamoto també havia patit grans baixes, però abans de retirar-se, van llançar dues incursions modestes a l'aeròdrom de Palel la primera setmana de juliol, destruint diversos avions estacionats.

### Operacions de l'INA
Cap a finals de maig, els 1r i 2n regiments de guerrilles de l'INA (aquest últim comandat per Malik Munawar Khan Awan) havien estat redirigits a Kohima. Es van moure cap al nord a través de la rereguarda japonesa, però quan van arribar a Ukhrul, els japonesos ja havien començat a retirar-se. Van decidir atacar Imphal. A Imphal, ambdues unitats van patir algunes desercions, però no a l'escala que esperaven les forces de la Commonwealth.

## Final de la batalla

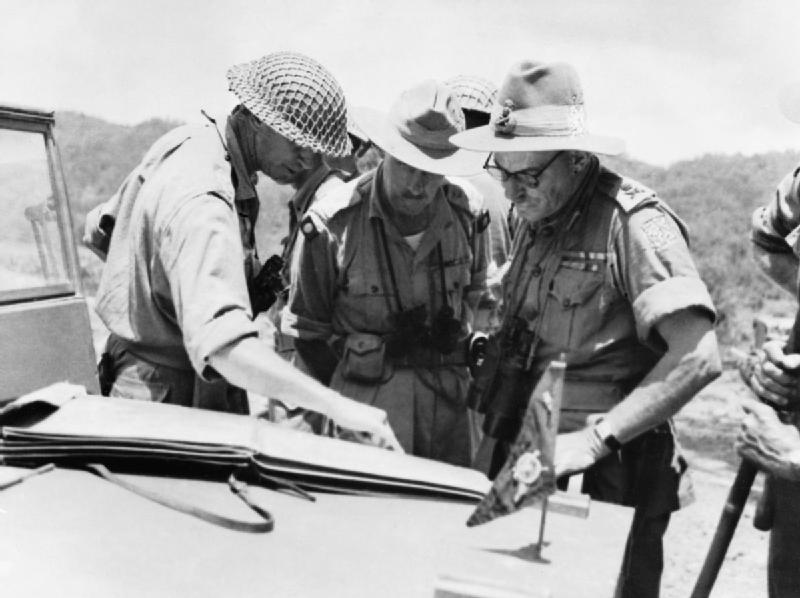
El general Montagu Stopford (dreta) conversa amb altres oficials britànics després de l'obertura de la carretera Imphal-Kohima.

Els japonesos s'havien adonat que l'operació s'havia d'interrompre ja al maig. El tinent general Hikosaburo Hata, el vicecap de l'Estat Major, havia fet un recorregut per la inspecció de la seu de l'Exèrcit del Sud a finals d'abril. Quan va tornar a Tòquio, va informar de manera pessimista sobre el resultat de l'operació en una gran reunió del personal al primer ministre Hideki Tojo, però Tojo va desestimar les seves preocupacions ja que la seva font era un oficial d'estat major (el major Masaru Ushiro, al quarter general de l'exèrcit de l'àrea de Birmània). Es van enviar missatges des del Quarter General Imperial, instant que l'operació s'havia de lluitar fins al final.
El tinent general Kawabe va viatjar al nord des de Rangun per veure la situació per si mateix el 25 de maig. Diversos agents que va entrevistar van expressar la seva confiança en l'èxit si es podien proporcionar reforços, però en realitat van ocultar les seves pèrdues i la gravetat de la situació. En una reunió entre Mutaguchi i Kawabe el 6 de juny, tots dos van utilitzar l'haragei, una forma tàcita de comunicació que utilitzava gestos, expressió i to de veu, per transmetre la seva convicció que l'èxit era impossible, però cap dels dos volia assumir la responsabilitat d'ordenar una retirada. Posteriorment, Kawabe es va emmalaltir de disenteria i potser físicament no apte per al servei. No obstant això, va ordenar atacs repetits, afirmant més tard que Bose era la clau per al futur del Japó i l'Índia.
Mutaguchi va ordenar que la 31a Divisió japonesa, que s'havia retirat de Kohima quan va ser amenaçada de morir de fam, s'unís a la 15a Divisió en un nou atac a Imphal des del nord. Cap de les dues divisions va obeir l'ordre, ja que no estava en condicions de complir. Quan es va adonar que cap de les seves formacions obeïa les seves ordres d'atacar, Mutaguchi finalment va ordenar que s'interrompés l'ofensiva el 3 de juliol. Els japonesos, reduïts en molts casos a una multitud, van tornar a caure davant dels chindwin, abandonant la seva artilleria, transport i molts soldats massa malferits o malalts per caminar. Els aliats van recuperar Tamu a finals de juliol. Es va trobar amb 550 cadàvers japonesos no enterrats, amb més de 100 soldats japonesos ferits de gravetat morint més lentament entre ells.

## Baixes
La derrota japonesa a Kohima i Imphal va ser la més gran fins aquell moment. Havien patit 54.879 baixes, incloent 13.376 morts (més 920 baixes en les batalles preliminars a Assam). La majoria d'aquestes pèrdues van ser el resultat de la fam, la malaltia i l'esgotament.
Els aliats van patir 12.603 baixes.

## Conseqüències
Els japonesos també havien perdut gairebé tots els 12.000 cavalls i mules de les seves unitats de transport i els caps de 30.000 bestiar utilitzats com a bèsties de càrrega o com a racions, i molts camions i altres vehicles. La pèrdua d'animals de càrrega va paralitzar diverses de les seves divisions durant l'any següent. Mutaguchi havia acomiadat tots els comandants de les seves divisions durant la batalla. Tant ell com Kawabe van ser posteriorment rellevats del comandament.
Al desembre, Slim i tres dels seus comandants de cos (Scoones, Christison i Stopford) van ser nomenats cavallers pel virrei Lord Wavell, en una cerimònia a Imphal davant dels regiments escocesos, Gurkha i Punjab. Slim va ser creat Cavaller Comandant de l'orde del Bany, els altres es van fer Cavaller Comandant de l'orde de l'Imperi Britànic.

## Operacions aèries a Imphal

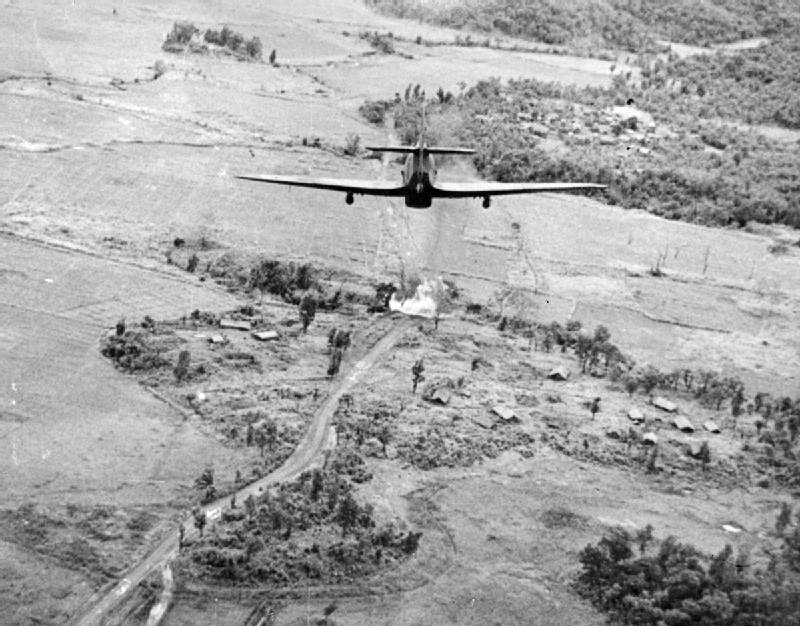
Un Hawker Hurricane Mark IV ataca una posició japonesa a la carretera de Tiddim.

A mitjans de 1944, les forces aèries aliades gaudien d'una supremacia aèria indiscutible sobre Birmània. L'últim gran esforç de la Força Aèria de l'exèrcit japonès havia estat sobre l'Arakan al febrer i març, quan havien patit greus pèrdues. Durant les batalles d'Imphal i Kohima, van poder fer amb prou feines mitja dotzena d'incursions significatives.
El IV Cos va gaudir d'un suport aeri proper de caces-bombarders i bombarders en picada del Grup 221 de la RAF. Els caces-bombarders aliats i els bombarders mitjans van disparar i van bombardejar concentracions enemigues, dipòsits de subministraments, transport, carreteres i ponts fins al riu Chindwin. El monsó, que es produïa cada any de maig a setembre, no va disminuir de cap manera la seva activitat. La Tercera Força Aèria Tàctica de la RAF va fer 24.000 sortides durant els pitjors quatre mesos del monsó, gairebé sis vegades el rècord de l'any anterior.
La contribució més important a la victòria aliada la van fer els avions de transport britànics i nord-americans. Els aliats podien fer volar homes, equips i subministraments a les pistes d'aterratge d'Imphal (i també de Pallel, fins a l'inici de les pluges monsòniques), de manera que, encara que tallada per terra, la ciutat tenia una línia de vida. Al final de la batalla, les forces aèries aliades havien fet volar 19.000 tones de subministraments i 12.000 homes a Kohima i Imphal, i havien eliminat 13.000 baixes i 43.000 no combatents. Van lliurar més d'un milió de galons de combustible, més de mil bosses de correu i 40 milions de cigarrets. Diversos milers de mules es van utilitzar per proveir els llocs avançats perifèrics, per exemple, la 17a Divisió Índia al camí de Bishenpur, de manera que també es va introduir pinso animal durant el setge. Els avions aliats van llançar en paracaigudes municions, racions i aigua potable a les unitats envoltades.
A l'inici de la batalla, el comandament del sud-est asiàtic tenia 76 avions de transport (principalment C-47 Skytrain) disponibles, però molts altres es dedicaven a proveir els nacionalistes xinesos sota Chiang Kai-Shek, o a establir bases de bombarders de l'USAAF a la Xina, mitjançant "la Gepa". Ni tan sols l'almirall Louis Mountbatten, el comandant en cap, tenia l'autoritat per comandar cap d'aquests avions, però en la crisi de la batalla a mitjans de març, tanmateix, ho va fer, adquirint 20 avions C-46 Commando (equivalent a altres 30 C-47). Va comptar amb el suport d'oficials nord-americans del SEAC i del quarter general del teatre nord-americà Xina-Birmania-Índia.

## Cementiri de guerra
Després de la guerra, la Comissió de Tombes de Guerra de la Commonwealth va establir els cementiris de guerra d'Imphal i de Kohima per commemorar els soldats britànics i indis que van morir durant la Segona Guerra Mundial.

## A la cultura popular

### Imphal 1944
Imphal 1944 ( japonès : 1944年インパール, romanitzat :  1944-Nen inpāru) és un llargmetratge bilingüe japonès-anglès del 2014 basat en la batalla d'Imphal de la Segona Guerra Mundial. Va ser dirigit i produït per l'actor i cineasta japonès establert a Londres Junichi Kajioka. Va ser produïda en la commemoració del 70è aniversari de la batalla d'Imphal a Imphal el 28 de juny de 2014. En particular, la pel·lícula es va projectar al Festival de Cannes el 2015.